# Старбрик (Пенсилванија)
Старбрик (енгл. Starbrick) насељено је место без административног статуса у америчкој савезној држави Пенсилванија.

## Демографија
По попису из 2010. године број становника је 522.
| Група             | 2000.    | 2010.       |
| Белци             | 0 (0,0%) | 505 (96,7%) |
| Афроамериканци    | 0 (0,0%) | 2 (0,4%)    |
| Азијати           | 0 (0,0%) | 0 (0,0%)    |
| Хиспаноамериканци | 0 (0,0%) | 2 (0,4%)    |
| Укупно            | 0        | 522         |